# Banquete dos Mendigos
Banquete dos Mendigos foi um show organizado por Jards Macalé com a participação de vários artistas, em comemoração dos 25 anos da Declaração Universal dos Direitos Humanos, em 1973, e lançado como um LP duplo em 1979.

## O show
A iniciativa foi do então diretor do Centro de Informação das Nações Unidas para o Brasil (UNIC Rio), o espanhol Antonio Muiño Loureda. Ele apresentou a ideia a Jards Macalé, que havia acabado de ter seu contrato com uma gravadora rescindido. O cantor organizou o evento com a ajuda de Xico Chaves e a colaboração de Cosme Alves Neto, que era diretor da cinemateca do MAM e cedeu o espaço do museu para a apresentação.
No dia 13 de dezembro de 1973, cerca de 5 mil pessoas assistiram à apresentação de músicos consagrados da bossa nova e da MPB, como Johnny Alf e Edu Lobo, além de novos talentos que buscavam reconhecimento, como Gonzaguinha e Raul Seixas. Nos intervalos entre os músicos, o poeta Ivan Junqueira lia trechos da Declaração dos Direitos Humanos. Também compareceram agentes da repressão, que cercaram o MAM com tanques.
Bruce Henry, baixista da banda Soma, gravou o show de forma clandestina. Quando os censores se aproximaram, fingiu que o equipamento de gravação era parte dos controles de luz e de som. Quando descobriram que haviam sido enganados, exigiram que ele entregasse a gravação, e ele lhes entregou uma fita vazia. As fitas verdadeiras com o show foram levadas para a gravadora RCA e guardadas num cofre.

## O álbum
A RCA tentou lançar em 1974 o álbum Banquete dos Mendigos, com 21 faixas no primeiro disco e 14 no segundo. A capa, de Rubens Gerchman, trazia uma reprodução do quadro A Última Ceia, de Leonardo da Vinci. O álbum, porém, foi apreendido pela censura, sendo liberado para comercialização apenas em 1979.

### Faixas
Disco 1
| Faixa | Título                                                         | Intérprete                      |
| ----- | -------------------------------------------------------------- | ------------------------------- |
| 1     | Texto de introdução                                            | Ivan Junqueira                  |
| 2     | Artigo 1º da Declaração Universal dos Direitos Humanos         | Ivan Junqueira                  |
| 3     | “No pagode do Vavá”                                            | Paulinho da Viola               |
| 4     | ‘‘Roendo as unhas’‘                                            | Paulinho da Viola               |
| 5     | Artigos 2º e 3º da Declaração Universal dos Direitos Humanos   | Ivan Junqueira e Pedro Sorongo  |
| 6     | Artigo 5º da Declaração Universal dos Direitos Humanos         | Ivan Junqueira                  |
| 7     | “Samba dos animais”                                            | Jorge Mautner e Nelson Jacobina |
| 8     | Artigos 6º e 8º da Declaração Universal dos Direitos Humanos   | Ivan Junqueira                  |
| 9     | “Pra dizer adeus”                                              | Edu Lobo e Danilo Caymmi        |
| 10    | Artigo 9º da Declaração Universal dos Direitos Humanos         | Ivan Junqueira                  |
| 11    | “Viola fora de moda”                                           | Edu Lobo e Danilo Caymmi        |
| 12    | “Palavras”                                                     | Gonzaguinha                     |
| 13    | Artigos 11º e 12º da Declaração Universal dos Direitos Humanos | Ivan Junqueira                  |
| 14    | “Eu e a brisa”                                                 | Johnny Alf                      |
| 15    | Artigos 13º e 14º da Declaração Universal dos Direitos Humanos | Ivan Junqueira                  |
| 16    | “Ilusão à toa”                                                 | Johnny Alf                      |
| 17    | “Cachorro urubu”                                               | Raul Seixas                     |
| 18    | Artigos 18º e 14º da Declaração Universal dos Direitos Humanos | Ivan Junqueira                  |
| 19    | “P.F.”                                                         | Soma                            |
| 20    | Artigo 19º da Declaração Universal dos Direitos Humanos        | Ivan Junqueira                  |
| 21    | “Nanã das águas”                                               | Edison Machado                  |

Disco 2
| Faixa | Título                                                      | Intérprete                        |
| ----- | ----------------------------------------------------------- | --------------------------------- |
| 22    | “Pesadelo”, “Quando o carnaval chegar” e “Bom conselho”     | Chico Buarque e MPB-4             |
| 23    | “Jorge Maravilha”                                           | Chico Buarque                     |
| 24    | “Abundantemente morte”                                      | Luiz Melodia                      |
| 25    | Artigo 23º da Declaração Universal dos Direitos Humanos (a) | Ivan Junqueira                    |
| 26    | “Cais”                                                      | Milton Nascimento e Toninho Horta |
| 27    | Artigo 23º da Declaração Universal dos Direitos Humanos (b) | Ivan Junqueira                    |
| 28    | “A Felicidade”                                              | Milton Nascimento e Toninho Horta |
| 29    | “Anjo exterminado”                                          | Jards Macalé                      |
| 30    | Artigo 23º da Declaração Universal dos Direitos Humanos (c) | Ivan Junqueira                    |
| 31    | “Rua Real Grandeza”                                         | Jards Macalé                      |
| 32    | “Asa Branca”                                                | Dominguinhos                      |
| 33    | “Lamento sertanejo”                                         | Dominguinhos                      |
| 34    | Artigo 30º da Declaração Universal dos Direitos Humanos     | Ivan Junqueira                    |
| 35    | “Oração de Mãe Menininha”                                   | Gal Costa                         |

Somente em 2015 a gravação do show foi lançada na íntegra, numa caixa de três CDs com o título Direitos Humanos no Banquete dos Mendigos.

## Reedição
Em 10 de dezembro de 2001, o Teatro Municipal de São Paulo apresentou uma nova edição do Banquete dos Mendigos.  Além de Jards Macalé e Johnny Alf, participantes do show de 1973, apresentaram-se Zeca Baleiro, Chico César, Zélia Duncan, Lenine, Os Mulheres Negras, Rappin Hood e o trio Sá, Rodrix e Guarabyra. Os trechos da Declaração dos Direitos Humanos foram apresentados em gravações, lidos por personalidades como Paulo Evaristo Arns, Clarice Herzog e Hélio Mattar.